# Exochus signatus
Exochus signatus là một loài tò vò trong họ Ichneumonidae.